# Kolosi
Kolosi (gr. Κολόσσι) – wieś w Republice Cypryjskiej, w dystrykcie Limassol, częściowo położona na obszarze brytyjskiego terytorium Akrotiri. W 2011 roku liczyła 5651 mieszkańców. Jednym z zabytków miejscowości jest dawna twierdza krzyżowców.